# Cegeka Arena
El Cegeka Arena anteriormente llamado Cristal Arena y Luminus Arena, es un estadio de fútbol ubicado en la ciudad de Genk, Bélgica, fue inaugurado en 1988 y posee una capacidad para albergar a 24 956 personas, su equipo local es el KRC Genk de la Primera División de Bélgica.
La Selección de Bélgica disputó en este estadio dos partidos en 2009, un amistoso contra Eslovenia y juego por la clasificatoria para la Copa Mundial de Fútbol de 2010 contra Bosnia-Herzegovina, que perdieron 2-4.
En 2016 se cambió el nombre de "Cristal Arena" a "Luminus Arena", llamado así por el nuevo patrocinador del estadio, la empresa belga de electricidad EDF-Luminus.